# Мерешовка
Мерешовка также Мерешеука (рум. Mereșeuca) — село в Окницком районе Молдавии. Относится к сёлам, не образующим коммуну.

## География
Село расположено на правом берегу Днестра на высоте 120 метров над уровнем моря.

## Население
По данным переписи населения 2004 года, в селе Мерешеука проживает 1157 человек (550 мужчин, 607 женщин).
Этнический состав села:
| Национальность | Число жителей | Процентный состав |
| -------------- | ------------- | ----------------- |
| молдаване      | 1106          | 95,59             |
| украинцы       | 42            | 3,63              |
| русские        | 3             | 0,26              |
| румыны         | 2             | 0,17              |
| гагаузы        | 1             | 0,09              |
| прочие         | 3             | 0,26              |
| Всего          | 1157          | 100 %             |

## История

### Древнерусское городище
На восточной окраине села, в урочище, известном у местных жителей под называнием Четэцуя, находится городище Мерешовка. Сохранились остатки древнерусской земляной крепости IX—XII вв., сооружённой на вершине холма с крутыми склонами. Холм продолговато-удлинённой формы с одной стороны защищён руслом Днестра, с другой — глубоким оврагом с крутыми склонами, по дну которого сейчас проходит дорога Атаки—Окница.
На верхней вспаханной части холма встречаются обломки глиняных сосудов красного цвета, иногда с рисунками, нанесёнными коричневой краской. Эти предметы принадлежат к трипольской культуре. Позже на холме поселились восточные славяне. Они земляные валы и выкопаны рвы. Более пологий северо-западный склон холма огибали две линии таких укреплений. Древнерусское поселение было основано на рубеже IX—X веков. Городище просуществовало до XIII века, когда было оставлено жителями после нашествия врагов. Внутренний двор городища был небольшой — 30×50 м.
В настоящее время большая часть крепости засажена лесными деревьями, а небольшая полоса со стороны Днестра ежегодно распахивается. Хозяин обрабатываемого участка земли разрушил часть крепостного вала. На вспаханной земле часто встречаются обожжённые камни, обломки глиняной посуды и другие предметы, характерные для славянской культуры в Молдавии.

### Владельческое село
Согласно спискам населённых мест Бессарабской губернии за 1859 год, Мерешевка (другое название — Мишкоуцы) — владельческое село при балке и ручье Болбон в 136 дворов. Население составляло 896 человек (456 мужчин, 440 женщин). Село располагалось по почтовому тракту из Атак в Хотин и входило в состав Сорокского уезда Бессарабской губернии. Имелась одна православная церковь.
По данным справочника «Волости и важнейшие селения Европейской России» за 1886 год, Мерешевка-Ленкоуцы — село царан при реке Днестр в Атакской волости Сорокского уезда в 150 дворов с 871 жителем.
Село принадлежало украинским помещикам Львовским. Последним владельцем села был Григорий Фёдорович Львовский (1830—1894) — духовный композитор, создатель музыкальных церковных произведений.

### Колония Мерешовка
В Сорокском уезде по левую сторону почтового тракта из Атак в Хотин неподалёку от села Гырбова располагалась еврейская земледельческая колония Мерешовка (другое название — Тумановка). В 1859 году здесь насчитывалось 84 двора и 681 житель (346 мужчин, 335 женщин). Имелся один еврейский молитвенный дом.
В справочнике «Волости и важнейшие селения Европейской России» за 1886 год упоминается Мерешевка-Тумановка — колония евреев в Атакской волости при урочище Гырбова. Имелось 59 дворов с 836 жителями, еврейский молитвенный дом, 4 постоялых двора.
По определению Казённой палаты Бессарабской губернии от 29 сентября 1888 года (11 октября по новому стилю), колония Мерешовка окончательно упразднена.